# Цзамтанг
32°16′03″ пн. ш. 100°58′46″ сх. д. / 32.2674° пн. ш. 100.97937° сх. д.
Цзамтанг (кит. 壤塘县, пін. Răngtáng Xiàn, трансліт. Zamtang) — один із повітів КНР у складі Нгава-Тибетсько-Цянської автономної префектури, провінція Сичуань. Адміністративний центр — містечко Намда.

## Географія
Цзамтанг розташовується на сході Тибетського плато (регіон Кхам), у середньому лежить на висоті близько 3285 метрів над рівнем моря (перепад висот у діапазоні від 2650 до 5178 метрів над рівнем моря), лежить на річці Дарког — правій твірній Дадухе.

### Клімат
Повіт лежить у зоні, котра характеризується вологим континентальним кліматом з теплим літом. Найтепліший місяць — липень із середньою температурою 13,6 °C. Найхолодніший місяць — січень, із середньою температурою -4,2 °С.
| Клімат повіту Цзамтанг                             | Клімат повіту Цзамтанг | Клімат повіту Цзамтанг | Клімат повіту Цзамтанг | Клімат повіту Цзамтанг | Клімат повіту Цзамтанг | Клімат повіту Цзамтанг | Клімат повіту Цзамтанг | Клімат повіту Цзамтанг | Клімат повіту Цзамтанг | Клімат повіту Цзамтанг | Клімат повіту Цзамтанг | Клімат повіту Цзамтанг | Клімат повіту Цзамтанг |
| Показник                                           | Січ.                   | Лют.                   | Бер.                   | Квіт.                  | Трав.                  | Черв.                  | Лип.                   | Серп.                  | Вер.                   | Жовт.                  | Лист.                  | Груд.                  | Рік                    |
| Середній максимум, °C                              | 7,3                    | 9,3                    | 11,9                   | 15,1                   | 18,1                   | 20                     | 22                     | 21,9                   | 19,5                   | 15                     | 11,5                   | 8                      | 15                     |
| Середня температура, °C                            | −4,2                   | −1,4                   | 2,1                    | 5,8                    | 9,2                    | 12                     | 13,6                   | 13,1                   | 10,6                   | 5,9                    | 0,4                    | −3,8                   | 5,3                    |
| Середній мінімум, °C                               | −12,5                  | −9,4                   | −5                     | −0,8                   | 3,1                    | 7                      | 8,5                    | 7,9                    | 5,8                    | 0,8                    | −6,5                   | −11,4                  | −1                     |
| Норма опадів, мм                                   | 3.9                    | 7.8                    | 23.9                   | 47.1                   | 101.5                  | 159.8                  | 147.2                  | 114.1                  | 112.2                  | 55.6                   | 8.4                    | 2.8                    | 784.3                  |
| Вологість повітря, %                               | 44                     | 45                     | 51                     | 58                     | 65                     | 74                     | 75                     | 75                     | 77                     | 71                     | 55                     | 48                     | 62                     |
| -------------------------------------------------- | ---------------------- | ---------------------- | ---------------------- | ---------------------- | ---------------------- | ---------------------- | ---------------------- | ---------------------- | ---------------------- | ---------------------- | ---------------------- | ---------------------- | ---------------------- |
| Джерело: Дані метеостанції №56164 (КНР, 1991-2020) |                        |                        |                        |                        |                        |                        |                        |                        |                        |                        |                        |                        |                        |